# Salmo 81
El salmo 81  es, según la numeración hebrea, el octogésimo primer salmo del Libro de los salmos de la Biblia. Corresponde al salmo 80 según la numeración de la Biblia Septuaginta griega, empleada también en la Vulgata latina. Por este motivo, recogiendo la doble numeración, a este salmo también se le refiere como el salmo 81 (80).
Comienza en inglés en la versión de la Biblia del Rey Jacobo : "Cantad en voz alta a Dios, nuestra fuerza". En latín, se conoce como "Exultate deo adiutori nostro".  Es uno de los 12 Salmos de Asaf. Sus temas se relacionan con la celebración y el arrepentimiento. En la Nueva Biblia del rey Jacobo, su subtítulo es "Una apelación al arrepentimiento de Israel ".
El salmo forma parte regular de las liturgias judía , católica , luterana , anglicana y protestante. Se ha puesto música.

## Texto
La siguiente tabla muestra el texto en hebreo del salmo con vocales, junto con el texto en griego koiné en la Septuaginta y la traducción al español de la Biblia del Rey Jacobo. Tenga en cuenta que el significado puede diferir ligeramente entre estas versiones, ya que la Septuaginta y el texto masorético provienen de tradiciones textuales diferentes. En la Septuaginta, este salmo está numerado como Salmo 80.

### Numeración de versos
En la Biblia hebrea , el Salmo 81:1 comprende la designación
Al Músico principal sobre Gitit: Salmo de Asaf. ( RV )
A partir de entonces, el Salmo 81:1–16 en las versiones en inglés corresponde a los versículos 2–17 en el texto hebreo.

## Significado
W. Robert Godfrey, argumentó que el centro poético del Salterio es el libro central (libro 3 de 5), el salmo central (8 de 17) e incluso señala los versículos centrales de este salmo (Salmo 81:8,9 con «si mi pueblo escuchara»).
| #     | Hebreo                                                  | Inglés | Griego |
| ----- | ------------------------------------------------------- | --- | --- |
| [ 9 ] | לַמְנַצֵּ֬חַ ׀ עַֽל־הַגִּתִּ֬ית לְאָסָֽף׃                                  | (Al músico principal sobre Gittith, Salmo de Asaf.)                                                                            | Εἰς τὸ τέλος, ὑπὲρ τῶν ληνῶν· ψαλμὸς τῷ ᾿Ασάφ. -                                                                               |
| 1     | הַ֭רְנִינוּ לֵאלֹהִ֣ים עוּזֵּ֑נוּ הָ֝רִ֗יעוּ לֵאלֹהֵ֥י יַעֲקֹֽב׃                   | Cantad con voz fuerte a Dios, nuestro fortaleza; haced ruido con alegría al Dios de Jacob.                                     | ΑΓΑΛΛΙΑΣΘΕ τῷ Θεῷ τῷ βοηθῷ ἡμῶν, ἀλαλάξατε τῷ Θεῷ ᾿Ιακώβ·                                                                      |
| 2     | שְֽׂאוּ־זִ֭מְרָה וּתְנוּ־תֹ֑ף כִּנּ֖וֹר נָעִ֣ים עִם־נָֽבֶל׃                      | Tomad un salmo y traed aquí el tamboril, el arpa agradable con el salterio.                                                    | λάβετε ψαλμὸν καὶ δότε τύμπανον, ψαλτήριον τερπνὸν μετὰ κιθάρας·                                                               |
| 3     | תִּקְע֣וּ בַחֹ֣דֶשׁ שׁוֹפָ֑ר בַּ֝כֵּ֗סֶה לְי֣וֹם חַגֵּֽנוּ׃                          | Tocad la trompeta en la luna nueva, en el tiempo señalado, en nuestro día solemne.                                             | σαλπίσατε ἐν νεομηνίᾳ σάλπιγγι, ἐν εὐσήμῳ ἡμέρᾳ ἑορτῆς ὑμῶν·                                                                   |
| 4     | כִּ֤י חֹ֣ק לְיִשְׂרָאֵ֣ל ה֑וּא מִ֝שְׁפָּ֗ט לֵאלֹהֵ֥י יַעֲקֹֽב׃                       | Porque esto era un estatuto para Israel, y una ley del Dios de Jacob.                                                          | ὅτι πρόσταγμα τῷ ᾿Ισραήλ ἐστι καὶ κρῖμα τῷ Θεῷ ᾿Ιακώβ.                                                                         |
| 5     | עֵד֤וּת ׀ בִּיה֘וֹסֵ֤ף שָׂמ֗וֹ בְּ֭צֵאתוֹ עַל־אֶ֣רֶץ מִצְרָ֑יִם שְׂפַ֖ת לֹא־יָדַ֣עְתִּי אֶשְׁמָֽע׃ | Esto ordenó a José como testimonio, cuando salió de la tierra de Egipto, donde oí una lengua que no entendía.                  | μαρτύριον ἐν τῷ ᾿Ιωσὴφ ἔθετο αὐτὸν ἐν τῷ ἐξελθεῖν αὐτὸν ἐκ γῆς Αἰγύπτου· γλῶσσαν, ἣν οὐκ ἔγνω, ἤκουσεν·                        |
| 6     | הֲסִיר֣וֹתִי מִסֵּ֣בֶל שִׁכְמ֑וֹ כַּ֝פָּ֗יו מִדּ֥וּד תַּעֲבֹֽרְנָה׃                     | Quité de sus hombros la carga; sus manos fueron liberadas de las vasijas.                                                      | ἀπέστησεν ἀπὸ ἄρσεων τὸν νῶτον αὐτοῦ, αἱ χεῖρες αὐτοῦ ἐν τῷ κοφίνῳ ἐδούλευσαν.                                                 |
| 7     | בַּצָּרָ֥ה קָרָ֗אתָ וָאֲחַ֫לְּצֶ֥ךָּ אֶ֭עֶנְךָ בְּסֵ֣תֶר רַ֑עַם אֶבְחׇנְךָ֨ עַל־מֵ֖י מְרִיבָ֣ה סֶֽלָה׃   | Tú clamaste en la angustia, y yo te libré; te respondí en el lugar secreto del trueno; te probé en las aguas de Meribá. Selah. | ἐν θλίψει ἐπεκαλέσω με, καὶ ἐρρυσάμην σε· ἐπήκουσά σου ἐν ἀποκρύφῳ καταιγίδος, ἐδοκίμασά σε ἐπὶ ὕδατος ἀντιλογίας. (διάψαλμα). |
| 8     | שְׁמַ֣ע עַ֭מִּי וְאָעִ֣ידָה בָּ֑ךְ יִ֝שְׂרָאֵ֗ל אִם־תִּֽשְׁמַֽע־לִֽי׃                     | Escucha, pueblo mío, y yo te testificaré; Israel, si me escuchas;                                                              | ἄκουσον, λαός μου, καὶ διαμαρτύρομαί σοι, ᾿Ισραήλ, ἐὰν ἀκούσῃς μου,                                                            |
| 9     | לֹא־יִהְיֶ֣ה בְ֭ךָ אֵ֣ל זָ֑ר וְלֹ֥א תִ֝שְׁתַּחֲוֶ֗ה לְאֵ֣ל נֵכָֽר׃                    | No habrá en ti dios extraño, ni adorarás a dios extraño.                                                                       | οὐκ ἔσται ἐν σοὶ Θεὸς πρόσφατος, οὐδὲ προσκυνήσεις Θεῷ ἀλλοτρίῳ·                                                               |
| 10    | אָֽנֹכִ֨י ׀ יְ֘הֹוָ֤ה אֱלֹהֶ֗יךָ הַֽ֭מַּעַלְךָ מֵאֶ֣רֶץ מִצְרָ֑יִם הַרְחֶב־פִּ֝֗יךָ וַאֲמַלְאֵֽהוּ׃    | Yo soy el Señor tu Dios, que te saqué de la tierra de Egipto; abre tu boca, y yo la llenaré.                                   | ἐγὼ γάρ εἰμι Κύριος ὁ Θεός σου ὁ ἀναγαγών σε ἐκ γῆς Αἰγύπτου· πλάτυνον τὸ στόμα σου, καὶ πληρώσω αὐτό.                         |
| 11    | וְלֹֽא־שָׁמַ֣ע עַמִּ֣י לְקוֹלִ֑י וְ֝יִשְׂרָאֵ֗ל לֹא־אָ֥בָה לִֽי׃                     | Pero mi pueblo no escuchó mi voz, e Israel no quiso saber de mí.                                                               | καὶ οὐκ ἤκουσεν ὁ λαός μου τῆς φωνῆς μου, καὶ ᾿Ισραὴλ οὐ προσέσχε μοι·                                                         |
| 12    | וָ֭אֲשַׁלְּחֵהוּ בִּשְׁרִיר֣וּת לִבָּ֑ם יֵ֝לְכ֗וּ בְּֽמוֹעֲצ֖וֹתֵיהֶֽם׃                    | Así que los entregué a los deseos de sus corazones, y ellos siguieron sus propios consejos.                                    | καὶ ἐξαπέστειλα αὐτοὺς κατὰ τὰ ἐπιτηδεύματα τῶν καρδιῶν αὐτῶν, πορεύσονται ἐν τοῖς ἐπιτηδεύμασιν αὐτῶν.                        |
| 13    | וּ עַ֭מִּי שֹׁמֵ֣עַֽ לִ֑י יִ֝שְׂרָאֵ֗ל בִּדְרָכַ֥י יְהַלֵּֽכוּ׃                         | ¡Ojalá mi pueblo me hubiera escuchado, y Israel hubiera caminado por mis caminos!                                              | εἰ ὁ λαός μου ἤκουσέ μου, ᾿Ισραὴλ ταῖς ὁδοῖς μου εἰ ἐπορεύθη,                                                                  |
| 14    | כִּ֭מְעַט אוֹיְבֵיהֶ֣ם אַכְנִ֑יעַ וְעַ֥ל צָ֝רֵיהֶ֗ם אָשִׁ֥יב יָדִֽי׃                  | Pronto habría sometido a sus enemigos y vuelto mi mano contra sus adversarios.                                                 | ἐν τῷ μηδενὶ ἂν τοὺς ἐχθροὺς αὐτῶν ἐταπείνωσα καὶ ἐπὶ τοὺς θλίβοντας αὐτοὺς ἐπέβαλον ἂν τὴν χεῖρά μου.                         |
| 15    | מְשַׂנְאֵ֣י יְ֭הֹוָה יְכַחֲשׁוּ־ל֑וֹ וִיהִ֖י עִתָּ֣ם לְעוֹלָֽם׃                     | Los que odian al Señor deberían haberse sometido a él, pero su tiempo habría durado para siempre.                              | οἱ ἐχθροὶ Κυρίου ἐψεύσαντο αὐτῷ, καὶ ἔσται ὁ καιρὸς αὐτῶν εἰς τὸν αἰῶνα.                                                       |
| 16    | וַֽ֭יַּאֲכִילֵהוּ מֵחֵ֣לֶב חִטָּ֑ה וּ֝מִצּ֗וּר דְּבַ֣שׁ אַשְׂבִּיעֶֽךָ׃                     | Él también debería haberles alimentado con el mejor trigo, y con miel de la roca te habría saciado.                            | καὶ ἐψώμισεν αὐτοὺς ἐκ στέατος πυροῦ καὶ ἐκ πέτρας μέλι ἐχόρτασεν αὐτούς.                                                      |

## Comentario

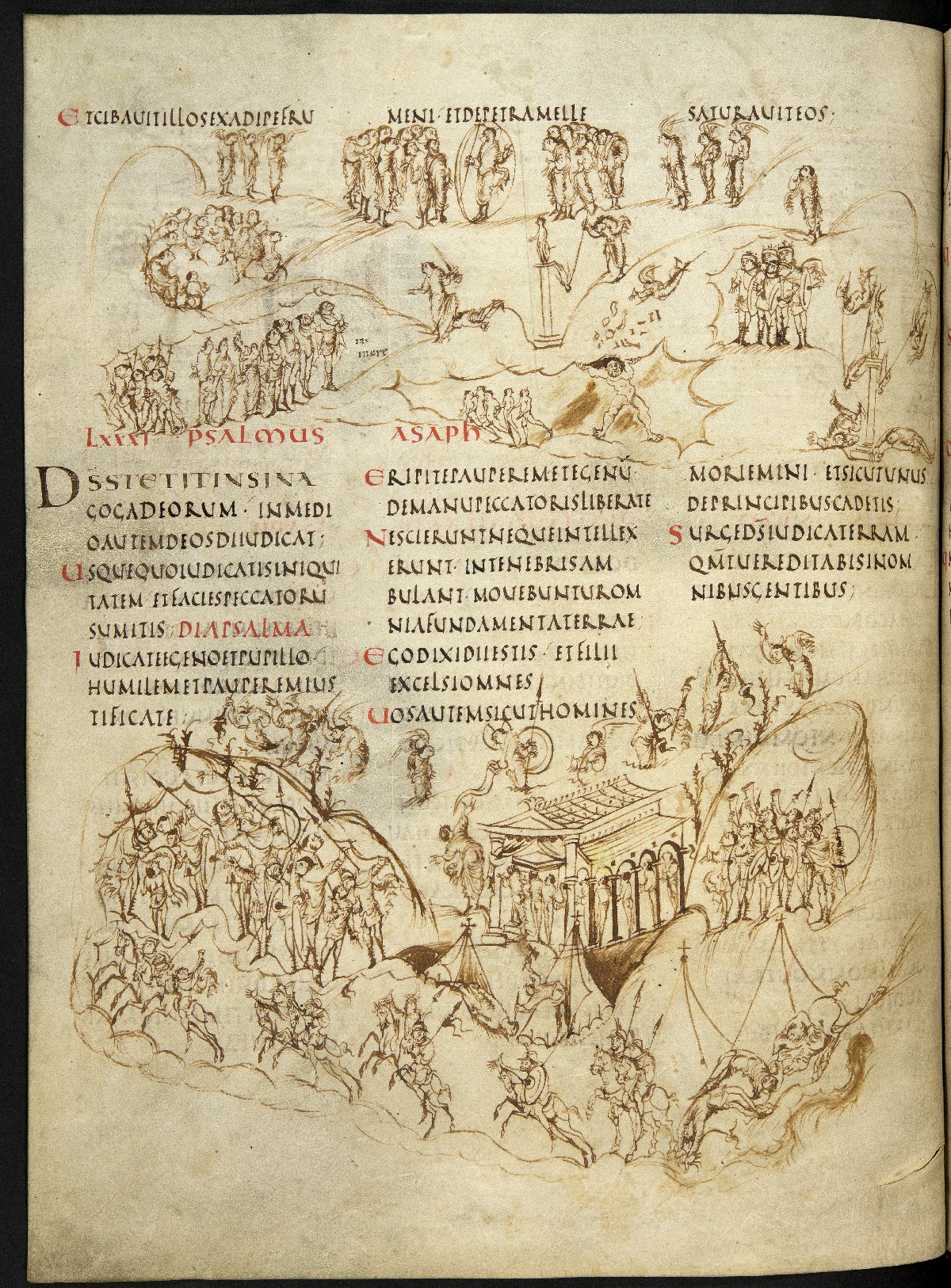
Comienzo del Salmo 81, del Salterio de Utrecht, c. 800, Biblioteca de la Universidad de Utrecht

La referencia a la luna nueva y la luna llena, así como al sonido de la trompeta en el versículo 3, puede reflejar la celebración del Año Nuevo y los Tabernáculos .  La enseñanza de los versículos 9 y 10 es similar al comienzo del Decálogo, aunque 'las palabras para dios "extraño" y dios "extranjero" son diferentes de los "otros dioses" en Éxodo 20 y Deuteronomio 5 , con el verbo "criado usted" y el orden de las frases al revés.
El comienzo del salmo es como un himno (versículos 1–5), al que sigue un oráculo (versículos 5–16). En particular, los versículos 6-10 describen 'la liberación de Dios de su pueblo de Egipto', mientras que los versículos 11-16 recuerdan la desobediencia pasada del pueblo y prometen la victoria sobre sus enemigos si obedecen a Dios.

### De la Iglesia católica

#### A todo el salmo
El salmo refleja un cambio en la dinámica entre Dios y su pueblo. Mientras que en salmos previos era el pueblo quien pedía la atención divina, ahora es Dios quien insta al pueblo a escucharle. La razón detrás del castigo anterior (Sal 80,13) se responde en este salmo: la desobediencia de Israel (Sal 81,12). Al igual que en otros salmos, José se presenta como el representante del pueblo, y se reitera la promesa de los prodigios pasados si el pueblo se vuelve a Dios (Sal 81,11.17). El salmo comienza con una invitación a la alabanza en una festividad instituida por Dios (vv. 2-6), seguida de un oráculo en el que Dios se recuerda como el liberador del pueblo (vv. 7-8) y exhorta a escucharle (vv. 9-13), ofreciendo su salvación (vv. 14-17).
La idea central es la esperanza de Dios en que su pueblo escuche su voz, un tema que se refleja también en el Evangelio, donde Dios es visto como un Padre lleno de amor que espera la conversión de sus hijos, tal como en la parábola del hijo pródigo (Lc 15,11-24). En la lamentación de Jesús sobre Jerusalén (Lc 19,42), también se expresa el dolor por la falta de respuesta del pueblo a la oferta de paz divina. Este salmo subraya la invitación constante de Dios a la fidelidad y a la escucha, y el dolor divino cuando esa invitación es ignorada.

#### A los versículos 1-13
La solemnidad de la alabanza se refleja en los instrumentos musicales mencionados en los versículos 3-4, los cuales son usados en celebraciones solemnes como la Pascua o la Fiesta de las Tiendas (Tabernáculos), que coincidían con la luna llena y conmemoran la liberación de Egipto (Lv 23,5.34). La inclusión de José (v. 6), representante del reino del Norte, subraya la idea de que este reino fue el más desobediente (vv. 12-13).
El salmista, al invitar a la alabanza, también se ve como un profeta que transmite un mensaje divino. La expresión "lengua que ignoro" (v. 6) señala la forma misteriosa en que recibe la inspiración divina. A pesar de haber sido liberado de la esclavitud en Egipto (v. 7) y haber recibido la revelación en el Sinaí (v. 8; Ex 19,19), el pueblo mostró infidelidad en Meribá. Esta infidelidad se repite a pesar del mandato divino dado en los versículos 10-11, que hace referencia al primer mandamiento.

#### A los versículos 14-17
Dios continúa esperando que su pueblo se vuelva a Él y obedezca su voluntad, con el deseo de llenarlo de bendiciones: liberarlo de sus enemigos (vv. 14-15), concederle respeto entre las naciones (v. 16) y otorgarle abundancia (v. 17). La exhortación divina a escuchar y seguir su voluntad permanece válida en todas las etapas de la vida, incluso en las más difíciles. En ellas, Dios sigue siendo “nuestra fuerza”, como lo vivió personalmente Josemaría Escrivá:

«Iubilate Deo. Exsultate Deo adiutori nostro» (Sal 81,2). Alabad a Dios. Saltad de alegría en el Señor, nuestra única ayuda. Jesús, quien no lo comprenda, no conoce nada de amores, ni de pecados, ¡ni de miserias! Yo soy un pobre hombre, y entiendo de pecados, de amores y de miserias. ¿Sabéis lo que es estar levantado hasta el corazón de Dios? ¿Comprendéis que un alma se enfrente con el Señor, le abra su corazón, le cuente sus quejas? Yo me quejo, por ejemplo, cuando se lleva junto a Él a gente de edad temprana, cuando aún podría servirle y amarle muchos años en la tierra; porque no lo entiendo. Pero son gemidos de confianza, pues sé que, si me apartara de los brazos de Dios, tropezaría enseguida. Por eso, inmediatamente, despacio, mientras acepto los designios del Cielo, añado: hágase, cúmplase, sea alabada y eternamente ensalzada la justísima y amabilísima Voluntad de Dios, sobre todas las cosas. Amén. Amén.

## Importancia

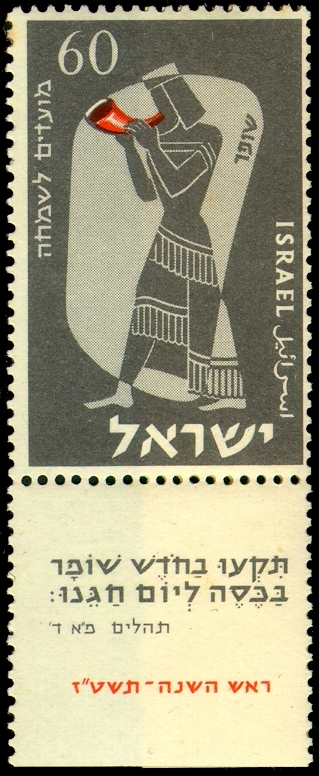
Sello Festivales alegres 5716 - 60 mil - Cuerno de carnero con la inscripción en la pestaña del versículo 81:4 (en hebreo).

Robert Godfrey, Sinclair Ferguson y algunos otros hacen de este el centro poético del Salterio siendo el libro del medio (libro 3 de 5), el Salmo del medio (8 de 17) e incluso apuntan a los versículos del medio de este Salmo (Salmo 81:8, 9 con "si tan solo mi gente escuchara").

## Usos

### Judaísmo
- El salmo se recita en su totalidad en el Shir Shel Yom del jueves .[16][17]
- Se recita en Rosh Hashaná en algunas tradiciones.[18]
- Se recita el sexto día de Sucot en algunas tradiciones.[18]
- El verso 2 es parte de Mishnah Tamid 7:4.[19]
- El versículo 3 es parte de las bendiciones ante el Shemá en el segundo día de Rosh Hashaná .[20]
- Los versículos 4-5 son parte del Kidush diurno en Rosh Hashaná .[21]
- El versículo 5 se encuentra en Mussaf Amidah en Rosh Hashaná .[22]
- El verso 11 es el séptimo verso de Hoshia Et Amecha en Pesukei Dezimra .[23]

### Iglesia católica
Este salmo se reza en la hora de Laudes de la Liturgia de las horas los jueves de la segunda semana. Para facilitar la comprensión se le asigna a cada salmo un título en rojo (rúbrica) que no forma parte del salmo. El título del Salmo 81 es Solemne renovación de la alianza.

### Libro de Oración Común
En el Libro de Oración Común de la Iglesia de Inglaterra , este salmo está designado para ser leído en la mañana del día dieciséis del mes.

### Ambientaciones musicales
Heinrich Schütz puso el Salmo 81 en una versión métrica en alemán, "Singet mit Freuden unserm Gott", SWV 178, como parte del salterio de Becker, publicado por primera vez en 1628. George Frideric Handel compuso un movimiento de su Oratorio ocasional , HWV 62, ambientando versículos 1 y 2 c. 1745.
La cantata Belshazzar's Feast de 1931 de William Walton toma texto del salmo. En 1964, Herman Berlinski utilizó el salmo , Canta Alegremente , para coro a cuatro voces, órgano y trompeta obbligato , combinándolo con textos del Libro de oraciones de alta festividad ). Los versos 1-4 fueron establecidos por Adrian Batten en un himno sagrado titulado "O Canta Alegremente".  El verso 1 fue creado por Alan Hovhaness para su motete Opus 68 Canta en voz alta .
Ofer Ben-Amots puso el salmo en hebreo para coro mixto y percusión de metal en 1989. Una canción de 2022 de la cantante neozelandesa Brooke Ligertwood , " Honey in the Rock ", está basada en el versículo 16. Un grupo femenino a cappella, Sweet Honey in the Rock , fundado en 1973, toma su nombre del mismo verso.